# Red Dawn (American Horror Story)
«Red Dawn» —en español: «Amanecer rojo»— es el quinto episodio de la novena temporada de la serie de televisión de antología American Horror Story. Se emitió el 16 de octubre de 2019, en FX. El episodio de 42 minutos, fue escrito por Dan Dworkin, y dirigido por Gwyneth Horder-Payton.

## Argumento

### 1980
Donna, vigilando su complejo de apartamentos, ve a su padre y a una mujer entrar en el edificio. Donna entra y se sorprende al encontrar a una mujer atada y destripada. Donna intenta ayudar a la mujer pero su padre entra en el dormitorio, llevando un cuchillo. Afirma que siempre ha tenido la oscuridad dentro de él. Donna promete que puede ayudarle, pero él se suicida apuñalándose en el cuello.

### 1984
Richard Ramirez le explica a una confundida Donna que Satanás lo resucitó. El fantasma de su padre aparece y anima a Donna a abrazar la oscuridad dentro de ella.
Xavier enciende un palo de fuego y amenaza con quemar el campamento hasta el suelo. Margaret lo noquea y el grupo se retira a una cabaña. Margaret sugiere que tomen un bote para llegar a los campistas del otro lado del lago y Montana propone que Chet la acompañe. A solas con Brooke, Montana se prepara para matarla, pero Brooke se va cuando ve a Ray a través de una ventana. En medio del lago, Margaret golpea a Chet con un remo, le corta la oreja y lo empuja al agua.
Brooke y Ray corren hacia el comedor. Brooke le cuenta a Ray sobre su pasado y los dos terminan teniendo sexo. Donna le admite a Montana y Xavier que ella liberó al Sr. Jingles. Xavier ataca a Donna y la persigue fuera de la cabaña. Brooke le confía a Ray que él le quitó la virginidad. Luego encuentra la cabeza de Ray en el refrigerador y corre de regreso a Montana. Montana le golpea en la cabeza y le explica que está vengando la muerte de su hermano.
Richter encuentra a Margaret en la arena de tiro con arco y la agarra por la garganta. Xavier aparece y dispara varias flechas en el pecho de Richter. Xavier atiende a Margaret y ella de repente lo ataca y lo mata. Ramirez se le aparece a un moribundo Richter y le pregunta si acepta a Satanás como su amo. Richter acepta.
Brooke y Montana pelean hasta el amanecer cuando los campistas se detienen en un autobús escolar y son testigos de cómo Brooke apuñala a Montana varias veces en el pecho. Llaman a la policía y arrestan a Brooke. Ramirez y Richter se roban una patrulla y se van a Los Ángeles. Después de que Montana asesina a un policía, ella, Ray y Jonas recuerdan que sus fantasmas están atrapados en la propiedad del campamento.

## Reparto

### Principal
- Emma Roberts como Brooke Thompson[2]
- Billie Lourd coomo Montana Duke[2]
- Leslie Grossman como Margaret Booth[2]
- Cody Fern como Xavier Plympton[2]
- Matthew Morrison como Trevor Kirchner[2]
- Gus Kenworthy como Chet Clancy[2]
- John Carroll Lynch como Sr. Jingles[2]
- Angelica Ross como Rita / Donna Chambers[2]
- Zach Villa como Richard Ramirez[2]

### Invitados
- DeRon Horton como Ray Powell
- Lou Taylor Pucci como Jonas Shevoore
- Tim Russ como David Chambers
- Richard Gunn como jefe de policía

## Recepción
«Red Dawn» fue visto por 1.09 millones de personas durante su transmisión original, y obtuvo una cuota de audiencia de 0.5 entre adultos de 18 a 49 años.
El episodio recibió críticas positivas. En Rotten Tomatoes, el episodio tiene un índice de aprobación del 89% basado en 18 críticas, con una calificación promedio de 8.25/10. El consenso crítico del sitio dice: «El misterio del campamento Redwood llega a su fin en el malvado y sangriento Red Dawn».
Ron Hogan de Den of Geek le dio al episodio un 4/5, diciendo: «American Horror Story se basa en que la mayoría de la gente corre con armas, se grita y trata de matarse, pero en ningún momento se siente difícil de seguir. El campamento Redwood tiene una presencia física, y eso ayuda a que la acción se sienta cohesiva». Añadió: «Dada la presencia de múltiples fantasmas en la propiedad, y el avance de la próxima semana, Camp Redwood aún no ha terminado, aunque Brooke parece haber terminado. Cuatro episodios es mucho tiempo para hacer girar una segunda historia, particularmente con personajes establecidos. Lo que hacen con ese tiempo está por verse; sea lo que sea, no tengo dudas de que será muy entretenido y mucha gente morirá como resultado». También elogió las actuaciones de Ross y Lourd, comentando que «Angelica Ross vuelve a hacer un trabajo maravilloso en sus escenas dramáticas, tanto enfrentándose a su padre como a la verdad sobre sí misma a través de la mágica resurrección de Richard Ramirez. Billy Lourd, como de costumbre, es un verdadero regalo como Montana».
Kat Rosenfield de Entertainment Weekly le puso una B+ al episodio. Disfrutó de la pelea entre Brooke y Montana, especialmente la escena de la muerte del personaje de Lourd. También apreció la historia del origen de Donna Chambers de Ross, comentando que «Esto explica ciertamente la fascinación de Donna por los asesinos». A pesar de la crítica a Ray y su motivo, tuvo una opinión positiva sobre el «momento íntimo» entre él y Brooke, y el giro al final del mismo. También elogió la nueva dinámica y relación entre Ramirez y Jingles, comparando su última escena con Thelma & Louise. En general, Rosenfield disfrutó mucho del episodio, ya que concluyó su reseña con «Con una gorra satisfactoria como esa, American Horror Story podría haber terminado su novena temporada aquí mismo».
Andrea Reiher de Variety dio una crítica positiva, y dijo que «American Horror Story no es nada si no está llena de giros, y a falta de cuatro episodios, seguramente hay muchos más detalles por venir que darán un giro a esta historia».

## Lanzamiento

### Marketing
El 9 de octubre de 2019 se lanzó el tráiler oficial de «Red Dawn».

### Distribución
En Latinoamérica se emitió el 17 de octubre de 2019 en FX. En España se emitió el 19 de octubre de 2019 en FOX.